# Hans-Georg Aschenbach
Hans-Georg Aschenbach (Brotterode, 20 ottobre 1951) è un allenatore di sci nordico ed ex saltatore con gli sci tedesco. Durante la sua carriera agonistica gareggiò per la nazionale tedesca orientale.

## Carriera
Come massimo risultato in carriera può vantare la vittoria della medaglia d'oro nel trampolino normale ad Innsbruck 1976.
È stato altresì due volte campione del mondo nella disciplina.

## Palmarès

### Olimpiadi
- 1 medaglia, valida anche ai fini iridati:
  - 1 oro (trampolino normale a Innsbruck 1976)

### Mondiali
- 2 medaglie
  - 2 ori (trampolino normale e trampolino lungo a Falun 1974).

### Campionati tedeschi orientali
- 3 medaglie:
  - 2 ori (trampolino normale nel 1978 e trampolino lungo nel 1979)
  - 1 bronzo (trampolino lungo nel 1974)